# Bognes
Bognes (lulesamiska: Bognássje) är en mindre by i Hamarøy kommun i Nordland fylke i norra Norge. Byn ligger där Europaväg 6 möter riksväg 85, på västra sidan av Tysfjorden. Den har färjeförbindelse både med byn Skarberget på andra sidan Tysfjorden (Europaväg 6) samt med tätorten Lødingen på andra sidan Vestfjorden (Riksväg 85).